# Antoni Brodowski
Antoni Brodowski (Varsó, 1784. december 26. – Varsó, 1832. március 31.)  lengyel festő.

## Élete
Édesapja végrendeletében megfogalmazott kívánság szerint matematikát tanult. Ugyanakkor a művészettel is foglalkozott, és első óráit Marcello Bacciarellitől vette. 1805-től 1808-ig Párizsban élt, Tadeusz Mostowski, a kiemelkedő politikus és író gyermekeit tanította, miközben Jean-Baptiste Jacques Augustinnál tanult. Amikor visszament Varsóba, hivatalnokként dolgozott az Igazságügyi Minisztériumban.

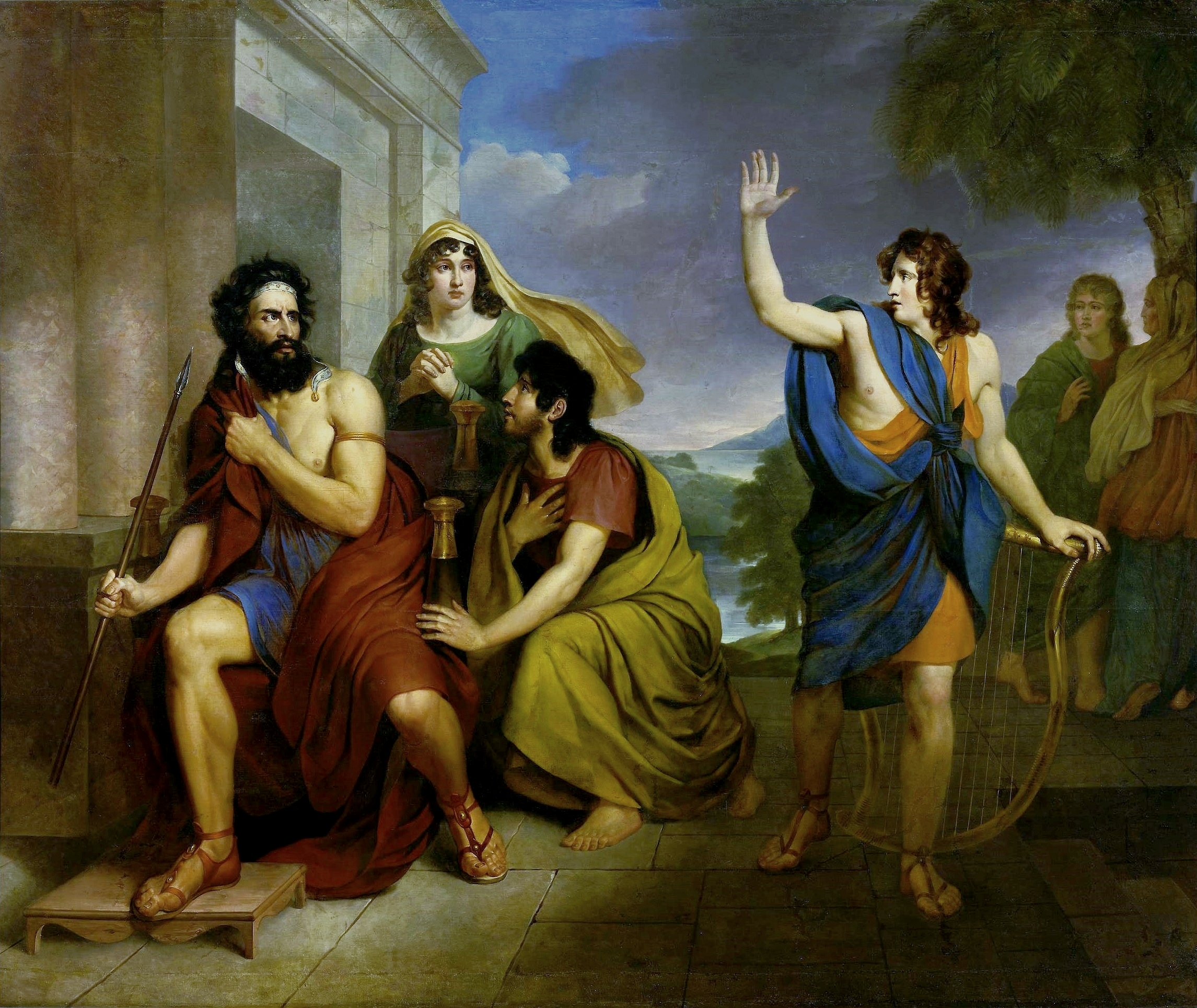
Saul megharagszik Dávidra
(1810-es évek)

1809-ben állami ösztöndíjjal tért vissza Párizsba, ahol leckéket vett Jacques-Louis Davidtől. Mivel nem tartotta be azokat a szabályokat, amelyek megkövetelték tőle, hogy festményeket küldjön haza jóváhagyásra, ezért 1812-től nem kapott tovább pénzügyi támogatást. Úgy döntött, Párizsban marad, és portréfestésből tartja fenn magát, miközben további leckéket vesz, ezúttal François Gérardtól.
Később ismét Varsóba ment, de nem tudott megélni a festészetéből, ekkor a Belügyminisztériumban kapott munkát, ahol régi munkaadója, Mostowski volt a miniszter. 1820-ban, miután aranyérmet nyert Saul megharagszik Dávidra című festményéért. Ideiglenesen a Varsói Egyetem rajz- és festészeti professzorává nevezték ki. 1824-ben megerősítették a professzori címét, és ott is maradt, amíg az egyetemet 1830-ban az orosz hatóságok be nem zárták.
1822-ben a Varsói Tudománybarátok Társaságának tagja lett, 1825-ben a Szent Szaniszló Szent-rend 3. osztályú lovagjává nevezték ki.
Számos mitológiai és bibliai témájú festményt készített, és könyvet is írt Co stanowi szkołę malarską címmel.
Nevezetes tanítványai közé tartozott Rafał Hadziewicz és Jakub Tatarkiewicz szobrász. Két fia született: Józef és Tadeusz, akik mindketten festők lettek.

## Válogatott festmények

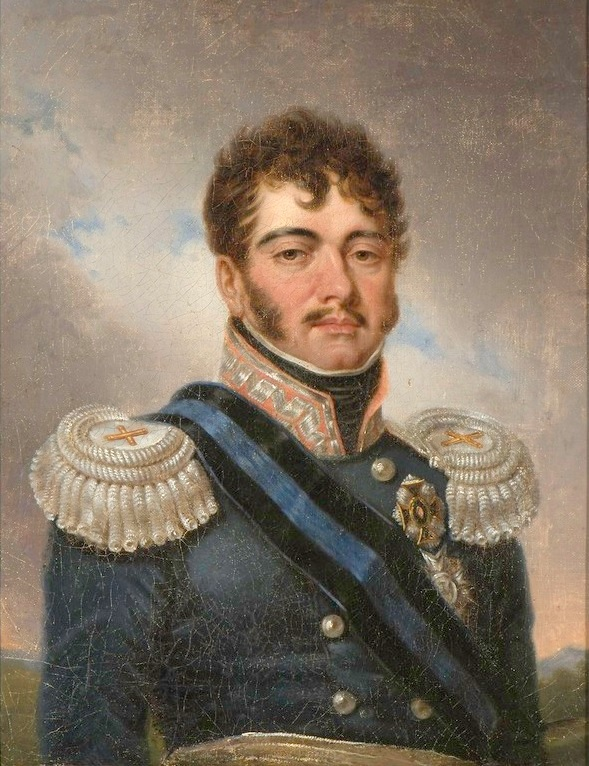
Józef Antoni Poniatowski portréja (1820 körül)
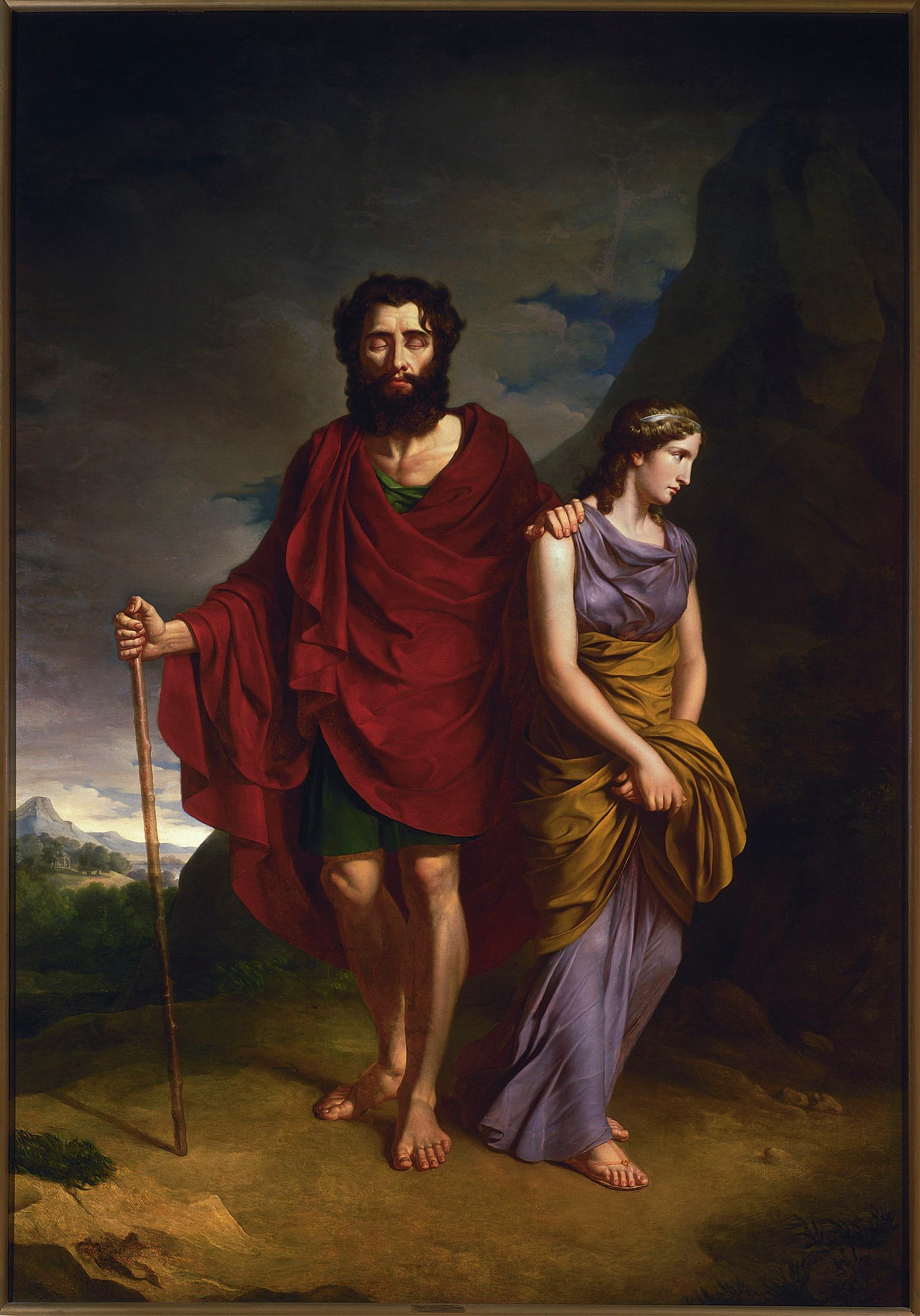
Oidipusz és Antigoné[11] (1828)
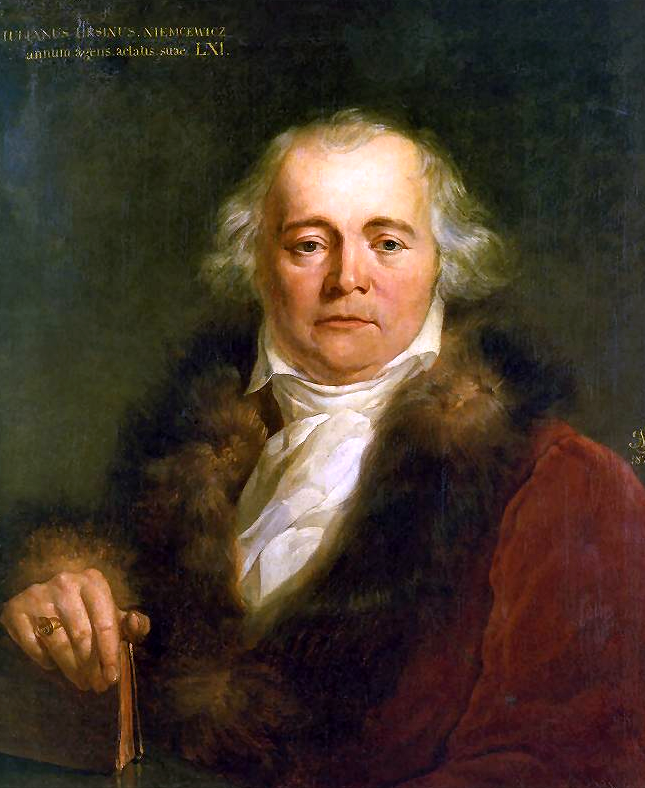
Julian Ursyn Niemcewicz arcképe (1820)
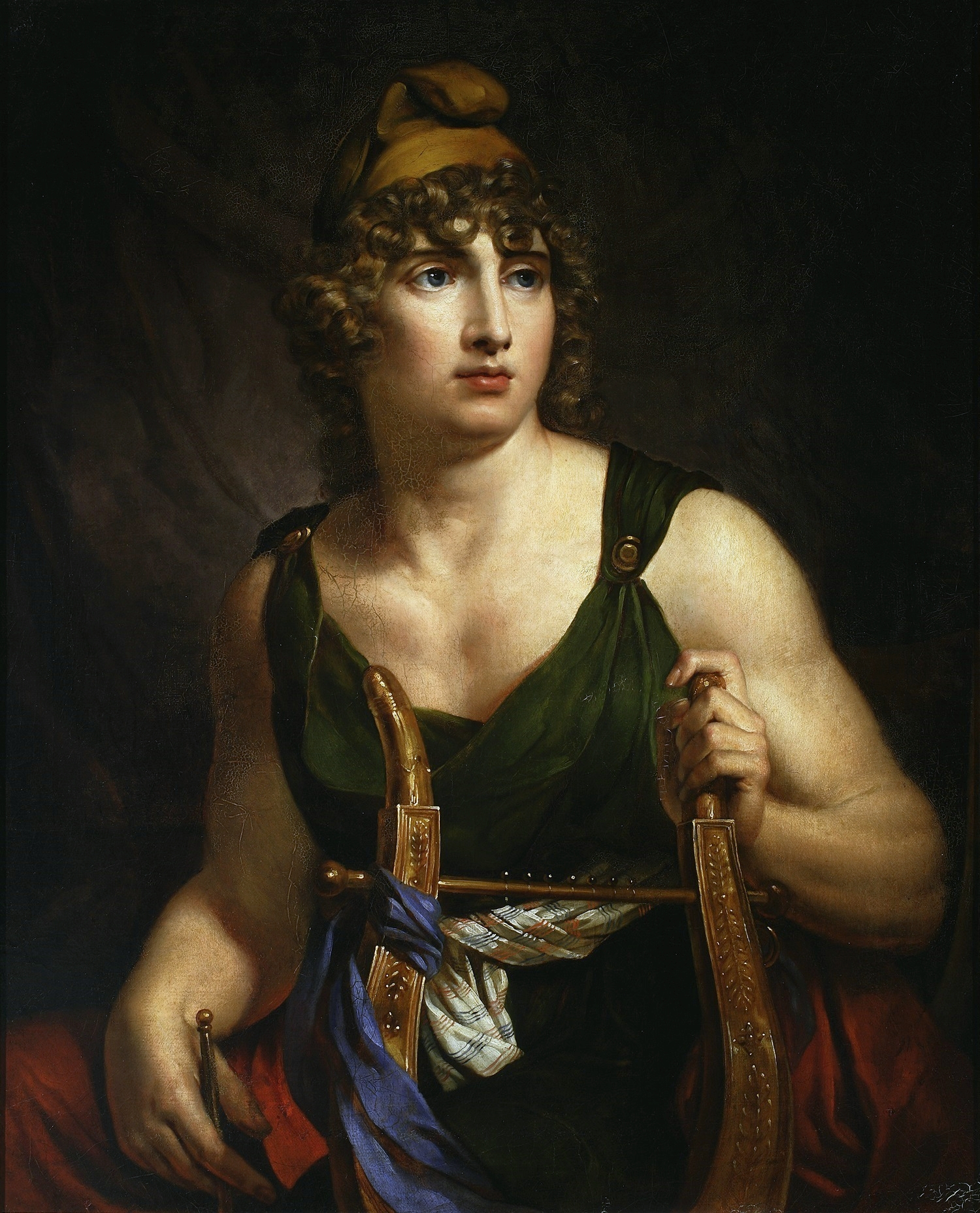
Párizs frígiai sapkában (1812)

## Fordítás
- Ez a szócikk részben vagy egészben  az   Antoni Brodowski című angol Wikipédia-szócikk ezen változatának fordításán alapul.  Az eredeti cikk szerkesztőit annak laptörténete sorolja fel. Ez a jelzés csupán a megfogalmazás eredetét és a szerzői jogokat jelzi, nem szolgál a cikkben szereplő információk forrásmegjelöléseként.